# John Sörenson
John Emil Sörenson (Malmö, 15 de setembre de 1889 – Lidingö, 25 d'octubre de 1976) va ser un gimnasta artístic suec que va competir a començaments del segle xx.
El 1912 va prendre part en els Jocs Olímpics d'Estocolm, on va guanyar la medalla d'or en el concurs per equips, sistema suec del programa de gimnàstica.
Vuit anys més tard, un cop superada la Primera Guerra Mundial, va prendre part en els Jocs d'Anvers, on repetí la medalla d'or en el concurs per equips, sistema suec del programa de gimnàstica.